# Onzième circonscription des Bouches-du-Rhône
La onzième circonscription des Bouches-du-Rhône est représentée dans la XVIIe législature par Marc Pena, député PS.

## Description géographique et démographique

### De 1958 à 1986
La onzième circonscription des Bouches-du-Rhône était composée de :
- Canton d'Arles-Est
- Canton d'Arles-Ouest
- Canton de Châteaurenard
- Canton d'Istres
- Canton de Port-Saint-Louis-du-Rhône
- Canton de Saint-Rémy-de-Provence
- Canton de Saintes-Maries-de-la-Mer
- Canton de Tarascon-sur-Rhône

### 1986-2012
La onzième circonscription des Bouches-du-Rhône est située dans le pays aixois. Englobant une partie de la ville d'Aix-en-Provence, elle s'étire vers l'ouest jusqu'à la ville de Salon-de-Provence, au centre du département. Elle regroupe les cantons suivant :
- Canton d'Aix-en-Provence-Sud-Ouest
- Canton de Salon-de-Provence
- Canton de Pélissanne (moins les communes d'Aurons, La Barben et Pélissanne)

### À partir de 2012
À la suite du redécoupage de 2010, qui entrera en vigueur lors des élections législatives de 2012, la onzième circonscription des Bouches-du-Rhône regroupe :
- le canton d'Aix-en-Provence-Nord-Est (partie comprenant la portion de territoire de la commune d'Aix-en-Provence délimitée, au nord, par la voie ferrée entre le passage à niveau de La Calade et la limite de la commune de Venelles, à l'est, par la limite de la commune de Venelles, l'autoroute A51, la route de Sisteron, l'ancienne route des Alpes jusqu'à la limite du canton d'Aix-en-Provence-Centre, au sud, par la limite du canton d'Aix-en-Provence-Centre, à l'ouest, par la limite du canton d'Aix-en-Provence-Sud-Ouest)
- le canton d'Aix-en-Provence-Sud-Ouest (sauf commune de Meyreuil)
- le canton des Pennes-Mirabeau

| Nom                  | Code Insee | Intercommunalité                   | Superficie (km2) | Population (dernière pop. légale) | Densité (hab./km2) |
| -------------------- | ---------- | ---------------------------------- | ---------------- | --------------------------------- | ------------------ |
| Aix-en-Provence      | 13001      | Métropole d'Aix-Marseille-Provence | 186,08           | 147 933 (2022)                    | 795                |
| Cabriès              | 13019      | Métropole d'Aix-Marseille-Provence | 36,55            | 10 143 (2022)                     | 278                |
| Éguilles             | 13032      | Métropole d'Aix-Marseille-Provence | 34,07            | 8 349 (2022)                      | 245                |
| Les Pennes-Mirabeau  | 13071      | Métropole d'Aix-Marseille-Provence | 33,66            | 22 423 (2022)                     | 666                |
| Septèmes-les-Vallons | 13106      | Métropole d'Aix-Marseille-Provence | 17,84            | 12 018 (2022)                     | 674                |

- fraction de la commune d'Aix-en-Provence incluse dans la circonscription (anciens cantons d'Aix-en-Provence-Nord-Est et Aix-en-Provence-Sud-Ouest, en partie) : 76 783 habitants

La population légale au sein de cette circonscription en 2022 est de 129 716 habitants.

## Historique des résultats
| Législature | Début de mandat | Fin de mandat  | Député          | Parti politique | Observations                                                                           |
| ----------- | --------------- | -------------- | --------------- | --------------- | -------------------------------------------------------------------------------------- |
| IXe         | 23 juin 1988    | 1er avril 1993 | Christian Kert  | UDF-CDS         | Adjoint au Maire de Salon-de-Provence                                                  |
| Xe          | 2 avril 1993    | 21 avril 1997  | Christian Kert  | UDF-CDS         | Mandat écourté à la suite d'une dissolution parlementaire décidée par Jacques Chirac.  |
| XIe         | 12 juin 1997    | 18 juin 2002   | Christian Kert  | UDF-FD          |                                                                                        |
| XIIe        | 19 juin 2002    | 19 juin 2007   | Christian Kert  | UMP             | Conseiller municipal de Salon-de-Provence                                              |
| XIIIe       | 20 juin 2007    | 19 juin 2012   | Christian Kert  | UMP             | Conseiller municipal de Salon-de-Provence                                              |
| XIVe        | 20 juin 2012    | 20 juin 2017   | Christian Kert  | UMP             | Conseiller municipal de Salon-de-Provence                                              |
| XVe         | 21 juin 2017    | 21 juin 2022   | Mohamed Laqhila | MoDem           |                                                                                        |
| XVIe        | 22 juin 2022    | 9 juin 2024    | Mohamed Laqhila | MoDem-Ensemble  | Mandat écourté à la suite d'une dissolution parlementaire décidée par Emmanuel Macron. |

## Historique des élections

### Avant le redécoupage de 1986

#### Élections législatives de 1958
| Candidat       | Candidat           | Parti          | Premier tour | Premier tour | Second tour | Second tour |  |
| Candidat       | Candidat           | Parti          | Voix         | %            | Voix        | %           |  |
| -------------- | ------------------ | -------------- | ------------ | ------------ | ----------- | ----------- |  |
|                | Charles Privat élu | SFIO           | 19 721       | 39,63        | 20 845      | 41,04       |  |
|                | Adrien Mouton      | PCF            | 13 340       | 26,81        | 13 422      | 26,42       |  |
|                | Marcel Mézy        | UNR            | 9 637        | 19,37        | 16 529      | 32,54       |  |
|                | Paul Ferréol       | CNIP           | 4 431        | 8,91         | Retrait     | Retrait     |  |
|                | Marius Baryelon    | UFF            | 2 628        | 5,28         | Retrait     | Retrait     |  |
|                |                    |                |              |              |             |             |  |
| Inscrits       | Inscrits           | Inscrits       | 65 092       | 100,00       | 65 073      | 100,00      |  |
| Abstentions    | Abstentions        | Abstentions    | 14 438       | 22,18        | 13 684      | 21,03       |  |
| Votants        | Votants            | Votants        | 50 654       | 77,82        | 51 389      | 78,97       |  |
| Blancs et nuls | Blancs et nuls     | Blancs et nuls | 897          | 1,77         | 593         | 1,15        |  |
| Exprimés       | Exprimés           | Exprimés       | 49 757       | 98,23        | 50 796      | 98,85       |  |

Le suppléant de Charles Privat était Pierre Ferrier, commerçant, premier adjoint au maire de Châteaurenard.

#### Élections législatives de 1962
| Candidat       | Candidat                     | Parti          | Premier tour | Premier tour | Second tour | Second tour |  |
| Candidat       | Candidat                     | Parti          | Voix         | %            | Voix        | %           |  |
| -------------- | ---------------------------- | -------------- | ------------ | ------------ | ----------- | ----------- |  |
|                | Charles Privat sortant réélu | SFIO           | 17 026       | 35,3         | 31 181      | 66,99       |  |
|                | Adrien Mouton                | PCF            | 14 061       | 29,15        | Retrait     | Retrait     |  |
|                | Marie-Madeleine Fourcade     | UNR-UDT        | 9 687        | 20,08        | 15 365      | 33,01       |  |
|                | Louis Gontier                | Radsoc         | 7 459        | 15,46        | Retrait     | Retrait     |  |
|                |                              |                |              |              |             |             |  |
| Inscrits       | Inscrits                     | Inscrits       | 67 777       | 100,00       | 67 789      | 100,00      |  |
| Abstentions    | Abstentions                  | Abstentions    | 18 359       | 27,09        | 18 560      | 27,38       |  |
| Votants        | Votants                      | Votants        | 49 418       | 72,91        | 49 229      | 72,62       |  |
| Blancs et nuls | Blancs et nuls               | Blancs et nuls | 1 185        | 2,4          | 2 683       | 5,45        |  |
| Exprimés       | Exprimés                     | Exprimés       | 48 233       | 97,6         | 46 546      | 94,55       |  |

Pierre Ferrier, commerçant, premier adjoint au maire de Châteaurenard était le suppléant de Charles Privat.

#### Élections législatives de 1967
| Candidat       | Candidat                     | Parti          | Premier tour | Premier tour | Second tour | Second tour |  |
| Candidat       | Candidat                     | Parti          | Voix         | %            | Voix        | %           |  |
| -------------- | ---------------------------- | -------------- | ------------ | ------------ | ----------- | ----------- |  |
|                | Charles Privat sortant réélu | FGDS (SFIO)    | 23 107       | 39,3         | 39 325      | 69,36       |  |
|                | Vincent Porelli              | PCF            | 18 302       | 31,13        | Retrait     | Retrait     |  |
|                | Marie-Madeleine Fourcade     | UD-Ve          | 12 805       | 21,78        | 17 376      | 30,64       |  |
|                | Maurice Blanc                | Modérés        | 4 583        | 7,79         |             |             |  |
|                |                              |                |              |              |             |             |  |
| Inscrits       | Inscrits                     | Inscrits       | 73 738       | 100,00       | 73 722      | 100,00      |  |
| Abstentions    | Abstentions                  | Abstentions    | 13 222       | 17,93        | 14 441      | 19,59       |  |
| Votants        | Votants                      | Votants        | 60 516       | 82,07        | 59 281      | 80,41       |  |
| Blancs et nuls | Blancs et nuls               | Blancs et nuls | 1 719        | 2,84         | 2 580       | 4,35        |  |
| Exprimés       | Exprimés                     | Exprimés       | 58 797       | 97,16        | 56 701      | 95,65       |  |

Alexis Crouzet, agriculteur, ancien adjoint au maire de Châteaurenard, était le suppléant de Charles Privat.

#### Élections législatives de 1968
| Candidat       | Candidat                     | Parti          | Premier tour | Premier tour | Second tour | Second tour |  |
| Candidat       | Candidat                     | Parti          | Voix         | %            | Voix        | %           |  |
| -------------- | ---------------------------- | -------------- | ------------ | ------------ | ----------- | ----------- |  |
|                | Marie-Madeleine Fourcade     | UDR (URP)      | 20 670       | 35,57        | 24 885      | 43,51       |  |
|                | Charles Privat sortant réélu | FGDS (SFIO)    | 18 704       | 32,19        | 32 307      | 56,49       |  |
|                | Vincent Porelli              | PCF            | 17 087       | 29,4         | Retrait     | Retrait     |  |
|                | Antoine Ripert               | PSU            | 1 650        | 2,84         |             |             |  |
|                |                              |                |              |              |             |             |  |
| Inscrits       | Inscrits                     | Inscrits       | 73 863       | 100,00       | 73 865      | 100,00      |  |
| Abstentions    | Abstentions                  | Abstentions    | 14 192       | 19,21        | 14 991      | 20,3        |  |
| Votants        | Votants                      | Votants        | 59 671       | 80,79        | 58 874      | 79,7        |  |
| Blancs et nuls | Blancs et nuls               | Blancs et nuls | 1 560        | 2,61         | 1 682       | 2,86        |  |
| Exprimés       | Exprimés                     | Exprimés       | 58 111       | 97,39        | 57 192      | 97,14       |  |

Alexis Crouzet était le suppléant de Charles Privat.

#### Élections législatives de 1973
| Candidat       | Candidat               | Parti          | Premier tour | Premier tour | Second tour | Second tour |  |
| Candidat       | Candidat               | Parti          | Voix         | %            | Voix        | %           |  |
| -------------- | ---------------------- | -------------- | ------------ | ------------ | ----------- | ----------- |  |
|                | Vincent Porelli élu    | PCF            | 24 834       | 37,97        | 35 382      | 55,29       |  |
|                | Charles Privat sortant | PS (UGSD)      | 17 671       | 27,02        | Retrait     | Retrait     |  |
|                | Henri Juramy           | RI (URP)       | 13 303       | 20,34        | 28 582      | 44,66       |  |
|                | Alain Decamps          | MR             | 9 594        | 14,67        | 35          | 0,05        |  |
|                |                        |                |              |              |             |             |  |
| Inscrits       | Inscrits               | Inscrits       | 80 903       | 100,00       | 80 911      | 100,00      |  |
| Abstentions    | Abstentions            | Abstentions    | 13 879       | 17,16        | 13 175      | 16,28       |  |
| Votants        | Votants                | Votants        | 67 024       | 82,84        | 67 736      | 83,72       |  |
| Blancs et nuls | Blancs et nuls         | Blancs et nuls | 1 622        | 2,42         | 3 737       | 5,52        |  |
| Exprimés       | Exprimés               | Exprimés       | 65 402       | 97,58        | 63 999      | 94,48       |  |

Marcel Ginoux, viticulteur, maire de Noves était le suppléant de Vincent Porelli.

#### Élections législatives de 1978
| Candidat       | Candidat                      | Parti             | Premier tour | Premier tour | Second tour | Second tour |  |
| Candidat       | Candidat                      | Parti             | Voix         | %            | Voix        | %           |  |
| -------------- | ----------------------------- | ----------------- | ------------ | ------------ | ----------- | ----------- |  |
|                | Vincent Porelli sortant réélu | PCF               | 29 974       | 35,03        | 46 432      | 53,32       |  |
|                | Michel Van Migom              | UDF (CDS)         | 18 436       | 21,55        | 40 648      | 46,68       |  |
|                | Hubert Manaud                 | PS                | 17 622       | 20,59        | Retrait     | Retrait     |  |
|                | Gérard Jouve                  | RPR               | 13 748       | 16,07        | Retrait     | Retrait     |  |
|                | René Calamand                 | Divers écologiste | 2 664        | 3,11         |             |             |  |
|                | Edmond Garcin                 | UGP               | 911          | 1,06         |             |             |  |
|                | Gérard Bon                    | LO                | 845          | 0,99         |             |             |  |
|                | Pierre Lombrage               | MDD               | 795          | 0,93         |             |             |  |
|                | Henri Saint-Jean              | LCR               | 394          | 0,46         |             |             |  |
|                | Jacques Gourc                 | UOPDP             | 178          | 0,21         |             |             |  |
|                |                               |                   |              |              |             |             |  |
| Inscrits       | Inscrits                      | Inscrits          | 102 484      | 100,00       | 102 471     | 100,00      |  |
| Abstentions    | Abstentions                   | Abstentions       | 14 899       | 14,54        | 12 760      | 12,45       |  |
| Votants        | Votants                       | Votants           | 87 585       | 85,46        | 89 711      | 87,55       |  |
| Blancs et nuls | Blancs et nuls                | Blancs et nuls    | 2 018        | 2,3          | 2 631       | 2,93        |  |
| Exprimés       | Exprimés                      | Exprimés          | 85 567       | 97,7         | 87 080      | 97,07       |  |

Marcel Ginoux était le suppléant de Vincent Porelli.

#### Élections législatives de 1981
| Candidat           | Candidat                      | Parti             | Premier tour | Premier tour | Second tour | Second tour |  |
| Candidat           | Candidat                      | Parti             | Voix         | %            | Voix        | %           |  |
| ------------------ | ----------------------------- | ----------------- | ------------ | ------------ | ----------- | ----------- |  |
|                    | Vincent Porelli sortant réélu | PCF               | 26 089       | 33,40        | 47 423      | 58,65       |  |
|                    | Jacques Siffre                | PS                | 25 226       | 32,30        | Retrait     | Retrait     |  |
|                    | Gérard Jouve                  | RPR (UNM)         | 24 215       | 31,00        | 33 438      | 41,35       |  |
|                    | Pierre-Aimé Morin             | Divers écologiste | 1 769        | 2,26         |             |             |  |
|                    | Jacques Descordes             | Divers droite     | 594          | 0,76         |             |             |  |
|                    | Hélène Chabrand-Thoret        | Divers gauche     | 202          | 0,26         |             |             |  |
|                    |                               |                   |              |              |             |             |  |
| Inscrits           | Inscrits                      | Inscrits          | 110 181      | 100,00       | 110 166     | 100,00      |  |
| Abstentions        | Abstentions                   | Abstentions       | 31 132       | 28,26        | 26 186      | 23,77       |  |
| Votants            | Votants                       | Votants           | 79 049       | 71,74        | 83 980      | 76,23       |  |
| Blancs et nuls     | Blancs et nuls                | Blancs et nuls    | 954          | 1,21         | 3 119       | 3,71        |  |
| Exprimés           | Exprimés                      | Exprimés          | 78 095       | 98,79        | 80 861      | 96,29       |  |
| Source : Data.gouv |                               |                   |              |              |             |             |  |

Marcel Ginoux était le suppléant de Vincent Porelli.

### Depuis le redécoupage de 1986

#### Élections législatives législatives de 1988
| Candidat       | Candidat            | Parti             | Premier tour | Premier tour | Second tour | Second tour |  |
| Candidat       | Candidat            | Parti             | Voix         | %            | Voix        | %           |  |
| -------------- | ------------------- | ----------------- | ------------ | ------------ | ----------- | ----------- |  |
|                | André Vallet        | PS                | 16 400       | 34,92        | 24 858      | 48,63       |  |
|                | Christian Kert élu  | UDF (CDS) (URC)   | 14 790       | 31,49        | 26 258      | 51,37       |  |
|                | Pierre-Louis Causse | FN                | 10 260       | 21,84        | Retrait     | Retrait     |  |
|                | Danielle Bellan     | PCF               | 3 480        | 7,41         |             |             |  |
|                | Robert Vallar       | Divers écologiste | 2 038        | 4,34         |             |             |  |
|                |                     |                   |              |              |             |             |  |
| Inscrits       | Inscrits            | Inscrits          | 71 565       | 100,00       | 72 155      | 100,00      |  |
| Abstentions    | Abstentions         | Abstentions       | 23 950       | 33,47        | 19 712      | 27,32       |  |
| Votants        | Votants             | Votants           | 47 615       | 66,53        | 52 443      | 72,68       |  |
| Blancs et nuls | Blancs et nuls      | Blancs et nuls    | 647          | 1,36         | 1 327       | 2,53        |  |
| Exprimés       | Exprimés            | Exprimés          | 46 968       | 98,64        | 51 116      | 97,47       |  |

Bruno Genzana, responsable commercial, adjoint au maire d'Aix-en-Provence était le suppléant de Christian Kert.

#### Élections législatives de 1993
| Candidat       | Candidat                     | Parti          | Premier tour | Premier tour | Second tour | Second tour |  |
| Candidat       | Candidat                     | Parti          | Voix         | %            | Voix        | %           |  |
| -------------- | ---------------------------- | -------------- | ------------ | ------------ | ----------- | ----------- |  |
|                | Christian Kert sortant réélu | UDF (CDS)      | 17 991       | 35,43        | 28 611      | 66,46       |  |
|                | Philippe Adam                | FN             | 11 643       | 22,93        | 14 442      | 33,54       |  |
|                | Marc Egloff                  | MRG (ADFP)     | 9 457        | 18,63        |             |             |  |
|                | Danielle Bellan              | PCF            | 3 806        | 7,50         |             |             |  |
|                | Françoise Cano               | LT-LNÉ         | 1 652        | 3,25         |             |             |  |
|                | Max Lafant                   | UDI            | 569          | 1,12         |             |             |  |
|                | Bernard Deluc                | PLN            | 212          | 0,42         |             |             |  |
|                |                              |                |              |              |             |             |  |
| Inscrits       | Inscrits                     | Inscrits       | 104 214      | 100,00       | 77 910      | 100,00      |  |
| Abstentions    | Abstentions                  | Abstentions    | 33 050       | 31,71        | 26 431      | 33,93       |  |
| Votants        | Votants                      | Votants        | 71 164       | 68,29        | 51 479      | 66,07       |  |
| Blancs et nuls | Blancs et nuls               | Blancs et nuls | 3 517        | 4,94         | 8 426       | 16,37       |  |
| Exprimés       | Exprimés                     | Exprimés       | 67 647       | 95,06        | 43 053      | 83,63       |  |

Bruno Genzana, responsable commercial, adjoint au maire d'Aix-en-Provence était le suppléant de Christian Kert.

#### Élections législatives de 1997
| Candidat       | Candidat                     | Parti          | Premier tour | Premier tour | Second tour | Second tour |  |
| Candidat       | Candidat                     | Parti          | Voix         | %            | Voix        | %           |  |
| -------------- | ---------------------------- | -------------- | ------------ | ------------ | ----------- | ----------- |  |
|                | Christian Kert sortant réélu | UDF (FD)       | 14 990       | 29           | 24 253      | 42          |  |
|                | Philippe Adam                | FN             | 12 951       | 25,06        | 11 362      | 19,68       |  |
|                | Yves Vidal                   | PRS            | 12 589       | 24,36        | 22 130      | 38,32       |  |
|                | Danielle Bellan              | PCF            | 4 413        | 8,54         |             |             |  |
|                | Annick Delhaye               | Les Verts      | 2 144        | 4,15         |             |             |  |
|                | Pierre Chazerans             | LDI (MPF)      | 1 566        | 3,03         |             |             |  |
|                | Pierre Pieve                 | GÉ             | 1 312        | 2,54         |             |             |  |
|                | Éric Orioli                  | LT-LNÉ         | 659          | 1,27         |             |             |  |
|                | Jean-Laurent Schaub          | US4J           | 642          | 1,24         |             |             |  |
|                | Dominique Sumien             | AREV           | 342          | 0,66         |             |             |  |
|                | Bernard Deluc                | Sans étiquette | 81           | 0,16         |             |             |  |
|                |                              |                |              |              |             |             |  |
| Inscrits       | Inscrits                     | Inscrits       | 80 008       | 100,00       | 80 007      | 100,00      |  |
| Abstentions    | Abstentions                  | Abstentions    | 26 157       | 32,69        | 20 593      | 25,74       |  |
| Votants        | Votants                      | Votants        | 53 851       | 67,31        | 59 414      | 74,26       |  |
| Blancs et nuls | Blancs et nuls               | Blancs et nuls | 2 162        | 4,01         | 1 669       | 2,81        |  |
| Exprimés       | Exprimés                     | Exprimés       | 51 689       | 95,99        | 57 745      | 97,19       |  |

Le suppléant de Christian Kert était Hervé Liberman (RPR), cadre commercial.

#### Élections législatives de 2002
| Candidat       | Candidat                     | Parti              | Premier tour | Premier tour | Second tour | Second tour |  |
| Candidat       | Candidat                     | Parti              | Voix         | %            | Voix        | %           |  |
| -------------- | ---------------------------- | ------------------ | ------------ | ------------ | ----------- | ----------- |  |
|                | Christian Kert sortant réélu | UMP                | 20 123       | 35,56        | 29 541      | 59,32       |  |
|                | Serge Andreoni               | Divers gauche (PS) | 14 508       | 25,64        | 20 258      | 40,68       |  |
|                | Marie-Paule Lanfranchi       | FN                 | 6 647        | 11,75        |             |             |  |
|                | Philippe Adam                | MNR                | 4 507        | 7,97         |             |             |  |
|                | Nathalie Leconte             | PCF                | 1 612        | 2,85         |             |             |  |
|                | Jeanne Cense                 | Divers droite      | 1 574        | 2,78         |             |             |  |
|                | Hervé Liberman               | RPR                | 1 302        | 2,3          |             |             |  |
|                | Jean-Michel Segantini        | Divers droite      | 1 196        | 2,11         |             |             |  |
|                | Marie-Line Codol             | LCR                | 809          | 1,43         |             |             |  |
|                | T.Annie François             | CPNT               | 644          | 1,14         |             |             |  |
|                | Pierre Chazerans             | MPF                | 619          | 1,09         |             |             |  |
|                | Franck Vidal                 | Extrême droite     | 613          | 1,08         |             |             |  |
|                | Muriel Tommasino             | MÉI                | 517          | 0,91         |             |             |  |
|                | Pierre Pieve                 | GÉ                 | 414          | 0,73         |             |             |  |
|                | Antoinette Boyer             | Divers écologiste  | 397          | 0,7          |             |             |  |
|                | Brigitte Espaze              | LO                 | 354          | 0,63         |             |             |  |
|                | Joël Lunel                   | MHAN               | 276          | 0,49         |             |             |  |
|                | Eckhard Behrens              | MÉI                | 150          | 0,27         |             |             |  |
|                | Manuel Fouin                 | Divers             | 148          | 0,26         |             |             |  |
|                | Ouiza Tabet                  | Divers             | 88           | 0,16         |             |             |  |
|                | Autres candidats             | Divers             | 175          | 0,31         |             |             |  |
|                |                              |                    |              |              |             |             |  |
| Inscrits       | Inscrits                     | Inscrits           | 88 360       | 100,00       | 88 352      | 100,00      |  |
| Abstentions    | Abstentions                  | Abstentions        | 30 662       | 34,7         | 35 698      | 40,4        |  |
| Votants        | Votants                      | Votants            | 57 698       | 65,3         | 52 654      | 59,6        |  |
| Blancs et nuls | Blancs et nuls               | Blancs et nuls     | 1 113        | 1,93         | 2 855       | 5,42        |  |
| Exprimés       | Exprimés                     | Exprimés           | 56 585       | 98,07        | 49 799      | 94,58       |  |

La suppléante de Christian Kert était Monique Depaermentier, d'Aix-en-Provence.

#### Élections législatives de 2007
| Candidat       | Candidat                     | Parti             | Premier tour | Premier tour | Second tour | Second tour |  |
| Candidat       | Candidat                     | Parti             | Voix         | %            | Voix        | %           |  |
| -------------- | ---------------------------- | ----------------- | ------------ | ------------ | ----------- | ----------- |  |
|                | Christian Kert sortant réélu | UMP               | 28 911       | 49,97        | 33 751      | 61,41       |  |
|                | Gaëlle Lenfant               | PS                | 12 428       | 21,48        | 21 211      | 38,59       |  |
|                | Catherine Casanova           | UDF–MoDem         | 5 084        | 8,79         |             |             |  |
|                | Sabine Diaz                  | FN                | 3 047        | 5,27         |             |             |  |
|                | Nathalie Leconte             | PCF               | 1 733        | 3,00         |             |             |  |
|                | Philippe Adam                | MPF               | 1 448        | 2,50         |             |             |  |
|                | Marie-Line Codol             | Extrême gauche    | 1 158        | 2,00         |             |             |  |
|                | Pauline Ricci                | Divers écologiste | 918          | 1,59         |             |             |  |
|                | Pierre Pieve                 | Divers écologiste | 714          | 1,23         |             |             |  |
|                | Pascale Tourrenc             | Régionaliste      | 581          | 1,00         |             |             |  |
|                | Florence Morini              | CPNT              | 579          | 1,23         |             |             |  |
|                | Geneviève Jullien Ortega     | Divers            | 459          | 0,79         |             |             |  |
|                | Sébastien Grenard            | Extrême droite    | 376          | 0,65         |             |             |  |
|                | Brigitte Espaze              | UMP               | 286          | 0,49         |             |             |  |
|                | Djamel Delhoum               | Divers            | 138          | 0,24         |             |             |  |
|                | Nathalie Lagneau             | Divers droite     | 0            | 0,00         |             |             |  |
|                |                              |                   |              |              |             |             |  |
| Inscrits       | Inscrits                     | Inscrits          | 100 136      | 100,00       | 100 137     | 100,00      |  |
| Abstentions    | Abstentions                  | Abstentions       | 41 366       | 41,31        | 43 360      | 43,3        |  |
| Votants        | Votants                      | Votants           | 58 770       | 58,69        | 56 777      | 56,7        |  |
| Blancs et nuls | Blancs et nuls               | Blancs et nuls    | 910          | 1,55         | 1 815       | 3,2         |  |
| Exprimés       | Exprimés                     | Exprimés          | 57 860       | 98,45        | 54 962      | 96,8        |  |

La suppléante de Christian Kert était Monique Depaermentier, d'Aix-en-Provence.

#### Élections législatives de 2012
| Candidat                          | Candidat                     | Parti                    | Premier tour | Premier tour | Second tour | Second tour |  |
| Candidat                          | Candidat                     | Parti                    | Voix         | %            | Voix        | %           |  |
| --------------------------------- | ---------------------------- | ------------------------ | ------------ | ------------ | ----------- | ----------- |  |
|                                   | Gaëlle Lenfant               | PS (EÉLV)                | 16 787       | 34,85        | 22 630      | 49,02       |  |
|                                   | Christian Kert sortant réélu | UMP                      | 15 696       | 32,59        | 23 531      | 50,98       |  |
|                                   | Jean-Marie Cojannot          | RBM (FN)                 | 10 390       | 21,57        |             |             |  |
|                                   | Patrick Magro                | FG (PCF) (Divers gauche) | 4 131        | 8,58         |             |             |  |
|                                   | Jean-Claude Auvigne          | DLR                      | 576          | 1,20         |             |             |  |
|                                   | Stéphanie Clerc              | NPA                      | 237          | 0,49         |             |             |  |
|                                   | Vincent Cullard              | Pirate                   | 191          | 0,40         |             |             |  |
|                                   | Corinne Morel                | LO                       | 157          | 0,33         |             |             |  |
|                                   | Geneviève Jullien-Ortega     | diss. PRG (GÉ)           | 1            | 0,00         |             |             |  |
|                                   |                              |                          |              |              |             |             |  |
| Inscrits                          | Inscrits                     | Inscrits                 | 85 348       | 100,00       | 85 346      | 100,00      |  |
| Abstentions                       | Abstentions                  | Abstentions              | 36 629       | 42,92        | 37 789      | 44,28       |  |
| Votants                           | Votants                      | Votants                  | 48 719       | 57,08        | 47 557      | 55,72       |  |
| Blancs et nuls                    | Blancs et nuls               | Blancs et nuls           | 553          | 1,14         | 1 396       | 2,94        |  |
| Exprimés                          | Exprimés                     | Exprimés                 | 48 166       | 98,86        | 46 161      | 97,06       |  |
| Source : Ministère de l'Intérieur |                              |                          |              |              |             |             |  |

La suppléante de Christian Kert était Monique Bouvet (Depaermentier), d'Aix-en-Provence.

#### Élections législatives de 2017
|                                                                                  | |                           |                           |                          |                          |
|                                                                                  | | Premier tour 11 juin 2017 | Premier tour 11 juin 2017 | Second tour 18 juin 2017 | Second tour 18 juin 2017 |
|                                                                                  | |                           |                           |                          |                          |
|                                                                                  | | Nombre                    | % des inscrits            | Nombre                   | % des inscrits           |
| Inscrits                                                                         | Inscrits                                                                                                | 89 268                    | 100,00                    | 89 268                   | 100,00                   |
| Abstentions                                                                      | Abstentions                                                                                             | 47 445                    | 53,15                     | 54 654                   | 61,22                    |
| Votants                                                                          | Votants                                                                                                 | 41 823                    | 46,85                     | 34 614                   | 38,78                    |
|                                                                                  | |                           | % des votants             |                          | % des votants            |
| Bulletins blancs                                                                 | Bulletins blancs                                                                                        | 482                       | 1,15                      | 2 695                    | 7,79                     |
| Bulletins nuls                                                                   | Bulletins nuls                                                                                          | 176                       | 0,42                      | 901                      | 2,60                     |
| Suffrages exprimés                                                               | Suffrages exprimés                                                                                      | 41 165                    | 98,43                     | 31 018                   | 89,61                    |
|                                                                                  | |                           |                           |                          |                          |
| Candidat Étiquette politique (partis et alliances)                               | Candidat Étiquette politique (partis et alliances)                                                      | Voix                      | % des exprimés            | Voix                     | % des exprimés           |
|                                                                                  | |                           |                           |                          |                          |
|                                                                                  | Mohamed Laqhila Mouvement démocrate (La République en marche)                                           | 14 495                    | 35,21                     | 15 804                   | 50,95                    |
|                                                                                  | Christian Kert (député sortant) Les Républicains (Union des démocrates et indépendants)                 | 8 041                     | 19,53                     | 15 214                   | 49,05                    |
|                                                                                  | Maximilien Fusone Front national                                                                        | 7 413                     | 18,01                     |                          |                          |
|                                                                                  | Claudie Hubert La France insoumise                                                                      | 4 489                     | 10,90                     |                          |                          |
|                                                                                  | André Molino Parti communiste français                                                                  | 2 449                     | 5,95                      |                          |                          |
|                                                                                  | Dorian Hispa Europe Écologie Les Verts (Parti socialiste)                                               | 1 410                     | 3,43                      |                          |                          |
|                                                                                  | Éric Talles Écologiste (Mouvement écologiste indépendant - Le Trèfle - Mouvement hommes animaux nature) | 1 051                     | 2,55                      |                          |                          |
|                                                                                  | Gérald Ubaud Debout la France                                                                           | 586                       | 1,42                      |                          |                          |
|                                                                                  | Romain Hadjali Divers (Parti animaliste)                                                                | 285                       | 0,69                      |                          |                          |
|                                                                                  | Angélique Bontoux Divers (Parti du vote blanc)                                                          | 278                       | 0,68                      |                          |                          |
|                                                                                  | Edwige Mauchamp Divers (Union populaire républicaine)                                                   | 253                       | 0,61                      |                          |                          |
|                                                                                  | M'Tira Souad Hammal Divers gauche (Mouvement des progressistes)                                         | 206                       | 0,50                      |                          |                          |
|                                                                                  | Émilie Maria Lutte ouvrière                                                                             | 180                       | 0,44                      |                          |                          |
|                                                                                  | Guilhem D'Urbal Divers droite (Parti libertarien)                                                       | 29                        | 0,07                      |                          |                          |
| Source : Ministère de l'Intérieur - Onzième circonscription des Bouches-du-Rhône | |                           |                           |                          |                          |

La suppléante de Mohamed Laqhila était Marion Padellini, contrôleur de gestion, de Cabriès.

#### Élections législatives de 2022
Les élections législatives françaises de 2022 se déroulent les dimanches 12 et 19 juin 2022.
| Résultats des élections législatives des 12 et 19 juin 2022 de la 11e circonscription des Bouches-du-Rhône |                          |                          |                          |              |              |             |             |
| Candidat                                                                                                   | Candidat                 | Parti et coalition       | Nuance                   | Premier tour | Premier tour | Second tour | Second tour |
| Candidat                                                                                                   | Candidat                 | Parti et coalition       | Nuance                   | Voix         | %            | Voix        | %           |
| | Mohamed Laqhila          | MoDem (ENS)              | ENS                      | 10 598       | 25,43        | 20 753      | 55,19       |
| | Hervé Fabre-Aubrespy     | RN                       | RN                       | 9 679        | 23,23        | 16 850      | 44,81       |
| | Stéphane Salord          | GÉ (NUPES)               | NUP                      | 9 362        | 22,47        |             |             |
| | Hervé Liberman           | UDI (UDC)                | UDI                      | 4 399        | 10,56        |             |             |
| | Jérémie Piano            | REC                      | REC                      | 2 963        | 7,11         |             |             |
| | Elodie Virzi             | UCE (ÉMP)                | DVC                      | 1 134        | 2,72         |             |             |
| | Rodolphe Brun            | UNE (TUPV)               | ECO                      | 978          | 2,35         |             |             |
| | Sébastien El Debs        | LP (UPF)                 | DSV                      | 616          | 1,48         |             |             |
| | Céline Fanfan            | EAC                      | ECO                      | 531          | 1,27         |             |             |
| | Rodolph Castel           | DVG                      | DVG                      | 412          | 0,99         |             |             |
| | Romain Hadjali           | PA                       | ECO                      | 358          | 0,86         |             |             |
| | Charlotte Maria          | LO                       | DXG                      | 337          | 0,81         |             |             |
| | Régis Delalande          | OLP (RPS)                | REG                      | 302          | 0,72         |             |             |
| Votes valides                                                                                              | Votes valides            | Votes valides            | Votes valides            | 41 669       | 98,34        | 37 603      | 91,82       |
| Votes blancs                                                                                               | Votes blancs             | Votes blancs             | Votes blancs             | 536          | 1,27         | 2 573       | 6,28        |
| Votes nuls                                                                                                 | Votes nuls               | Votes nuls               | Votes nuls               | 166          | 0,39         | 776         | 1,89        |
| Total | Total                    | Total                    | Total                    | 42 371       | 100          | 40 952      | 100         |
| Abstention                                                                                                 | Abstention               | Abstention               | Abstention               | 49 906       | 54,08        | 51 339      | 55,63       |
| Inscrits / participation                                                                                   | Inscrits / participation | Inscrits / participation | Inscrits / participation | 92 277       | 45,92        | 92 291      | 44,37       |

La suppléante de Mohamed Laqhila était Françoise Cauwel, chef d'entreprise culturelle, d'Aix-en-Provence.

#### Élections législatives de 2024
| Candidat                 | Candidat                 | Parti et coalition       | Nuance                   | Premier tour | Premier tour | Second tour | Second tour |
| Candidat                 | Candidat                 | Parti et coalition       | Nuance                   | Voix         | %            | Voix        | %           |
| ------------------------ | ------------------------ | ------------------------ | ------------------------ | ------------ | ------------ | ----------- | ----------- |
|                          | Hervé Fabre-Aubrespy     | RN                       | RN                       | 24 524       | 38,87        | 29 299      | 49,77       |
|                          | Marc Pena                | app. PS (NFP)            | UG                       | 17 374       | 27,54        | 29 570      | 50,23       |
|                          | Mohamed Laqhila          | MoDem (ENS)              | ENS                      | 16 581       | 26,28        | Retrait     | Retrait     |
|                          | Fayçal Zerguine          | LR                       | LR                       | 2 562        | 4,06         |             |             |
|                          | Michel Bayle             | DLF                      | DSV                      | 837          | 1,33         |             |             |
|                          | Jean-François Mebtouche  | REC                      | REC                      | 835          | 1,32         |             |             |
|                          | Charlotte Maria          | LO                       | EXG                      | 382          | 0,61         |             |             |
|                          |                          |                          |                          |              |              |             |             |
| Suffrages exprimés       | Suffrages exprimés       | Suffrages exprimés       | Suffrages exprimés       | 63 095       | 97,67        | 58 869      | 92,19       |
| Votes blancs             | Votes blancs             | Votes blancs             | Votes blancs             | 1 111        | 1,72         | 4 084       | 6,40        |
| Votes nuls               | Votes nuls               | Votes nuls               | Votes nuls               | 392          | 0,61         | 905         | 1,42        |
| Total                    | Total                    | Total                    | Total                    | 64 598       | 100          | 63 858      | 100         |
| Abstention               | Abstention               | Abstention               | Abstention               | 29 051       | 31,02        | 29 799      | 31,82       |
| Inscrits / participation | Inscrits / participation | Inscrits / participation | Inscrits / participation | 93 649       | 68,98        | 93 657      | 68,18       |

La suppléante de Marc Pena est Magali Bailleul, membre de Place publique, professeure d'histoire-géographie, représentante syndicale au Conseil économique et social régional.